# Gomesa paranaensis
Gomesa paranaensis är en orkidéart som beskrevs av Friedrich Fritz Wilhelm Ludwig Kraenzlin. Gomesa paranaensis ingår i släktet Gomesa och familjen orkidéer. Inga underarter finns listade i Catalogue of Life.